# Hedared
Hedared é uma localidade da província da Västergötland, na região da Gotalândia, no sul da Suécia.  

 
Possui 0,82 km² e segundo censo de 2020, havia 349 residentes.

Está a 15 quilômetros a noroeste de Borås e é atravessada pela estrada regional 180, que liga Borås a Alingsås.

Pertence ao município de Borås, o qual faz parte do condado da Västra Götaland.

É conhecida por ter uma das últimas 13 igrejas de madeira medievais da Suécia – a Igreja de Hedared.